# 정전기 유도
정전기 유도(靜電氣 誘導, electrostatic induction)는 물체에 대전체를 가까이 했을 때, 자유 전자가 이동하여 대전체와 가까운 쪽에는 대전체와 다른 전하, 먼 쪽에는 같은 전하가 유도되는 현상이다. 정전기 유도는 영국인 과학자 존 캔턴이 1753년에, 스웨덴인 교수 요한 칼 빌케가 1762년에 발견했다. 윔셔스트 발전기, 밴더그래프 발전기, 전기쟁반 같은 정전기 발전기(electrostatic generator)는 이 현상을 사용한다. 정전기 유도로 인해 전위(전압)은 물체의 어디서든지 일정하다.

## 설명
일반적으로 전하를 띠지 않은 물체는 양/음전하의 수가 같고 가까이 붙어 있어서, 어떤 부분도 전하를 띠지 않는다. (+)전하는 물체에 있는 원자핵이며 자유롭게 움직이지 않는다. (-)전하는 원자의 전자이다. 금속 등의 전기 전도체에서는, 전자 일부가 물체에서 자유롭게 이동할 수 있다.
대전체(전하를 띤 물체)를 금속 같은 전하를 띠지 않은 전기 전도체에 가까이 하면, 쿨롱의 법칙에 의해 자유 전자의 분포 상태가 변화함으로써 도체의 전하 분포 상태를 바꾼다. 예를 들어 (+)전하가 도체 가까이 가져가 있을 때 (그림) 도체의 전자는 그 쪽으로 끌어당겨져서 가까운 쪽으로 이동한다. 전자가 위치를 이동할 때, (+)전하를 띠는 원자핵을 남겨놓는다. 결론적으로 외부의 전하와 가까운 부분이 (-)전하, 먼 부분이 (+)전하를 띠는 것이다. 이를 '대전'이라고 한다. 만약 외부의 전하가 (-)전하이면, 전하의 종류가 반대로 될 것이다.

## 도체의 유도

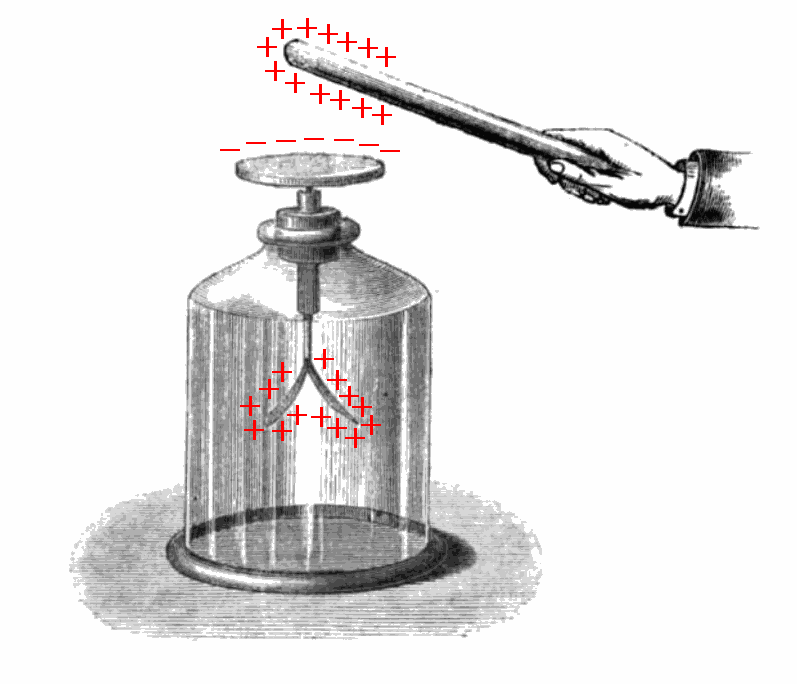
정전기 유도를 시키는 금박 검전기에서 극이 접지되기 전 모습

정전기 유도는 물체의 순전하를 바꾸는 데 쓰일 수도 있다.
이 방법은 전하를 감지하는 기구인 금속박 검전기에 쓰인다. 전하를 띠지 않는 검전기의 금속판 가까이에 전하를 띤 대전체를 접근시키는데, 이때 금속박이 벌어진다. 정전기 유도 때문에 검전기의 금속박은 금속판과 반대의 전하가 유도된다. 금속박 양 쪽은 같은 전하를 뗘서 척력(밀어내는 힘)이 작용해서 벌어지는 것이다. 검전기에는 순전하(net charge, 전체 전하)가 0이다. 즉 양전하와 음전하의 양이 같다. 검전기 내부의 전하는 재배치됐을 뿐이고, 대전체가 검전기에서 멀리 떨어지면 금속박이 다시 오므라든다.
그런데 금속판을 손가락으로 만지는 등 검전기와 접지가 일어나면, 전하가 대전체에서 전기력을 받아 접지된 곳에서 금속박으로 흘러간다. 그러면 금속박의 전하는 중성이 되고 금속박은 다시 오므라든다. 이때 검전기의 순전하는 가까이 한 대전체의 전하와 반대이다. 그런데 손가락을 다시 때서 접지가 끊기면, 검전기로 흘러온 전하가 밖으로 나갈 수 없어서 순전하가 유지된다. 이 전하는 검전기에서 대전체와 가까운 쪽에 있게 된다. 그런데 대전체까지 멀리 옮기면, 검전기의 전하가 금속박으로도 퍼져가서 금속박이 다시 벌어지게 된다.

## 부도체의 유도

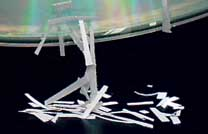
종이 조각이 전하를 띠는 CD에 붙은 모습

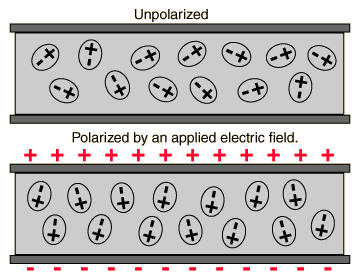
유전체가 전하를 띠는 모습

비슷한 정전기 유도가 유전체(전기장 안에서 표면이 전하를 띠는 부도체)에서도 일어난다. 풍선, 종이, 스티로폼 조각 같은 작고 가벼운 부도체에서 정전기가 작용해서 끌어당기는 힘이 발생한다.
부도체에서, 전자는 도체에서처럼 자유롭게 이동할 수 없고 원자나 분자에 얽매여 있지만 분자 속에서 살짝 이동할 수 있다. (+)대전체를 부도체에 가까이 하면, 각 분자에 있는 전자가 그 쪽으로 끌어당겨지지만, 반면에 원자핵은 분자의 반대쪽으로 살짝 움직인다. (-)전하가 (+)전하보다 외부 물체에 더 가까우므로, (-)전하의 인력이 (+)전하의 척력보다 세져서 알짜힘은 인력이 작은 세기로 작용한다. 이것은 유전 분극 또는 편극(polarization)이라 하고, 분극이 된 분자는 쌍극자(dipole)이라고 한다. 이 효과는 미세하지만, 분자들이 많이 있기 때문에 스티로폼 같은 가벼운 물체를 들어올릴 만한 충분한 힘을 준다. 이는 피스볼 검전기의 작동 원리이다.